# 1. FC Heidenheim 1846
El 1. Fútbol Club Heidenheim 1846 (en alemán: 1. Fußballclub Heidenheim 1846) conocido usualmente como Heidenheim, es un club de fútbol de la ciudad de Heidenheim an der Brenz, Baden-Wurtemberg, Alemania. Fue fundado el 14 de agosto de 1846 como Turngemeinde Heidenheim, aunque no empezó a practicar el fútbol hasta 1911. En 2007 su nombre oficial cambió al actual. Es reconocido como el club de fútbol más antiguo de Alemania, pero ya había clubes de fútbol en el país, algunos existentes en la actualidad, antes de 1911. Disputa la Bundesliga, la primera categoría del fútbol nacional.

## Estadio

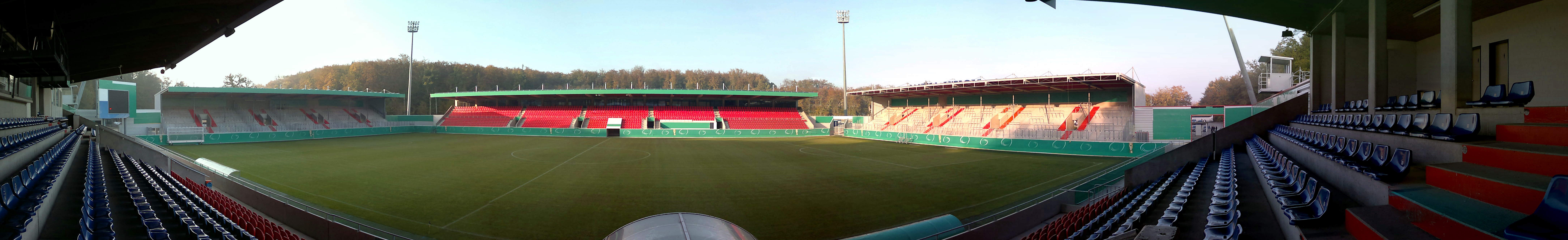
Vista panorámica del Voith-Arena

## Palmarés
- Segunda división
  - 2. Bundesliga: 1

2022-23
- Tercera división
  - 3. Liga: 1

2013–14
- Cuarta división
  - Regionalliga Süd: 1

2009
- Quinta división
  - Landesliga Württemberg: 1

1990-91
- Copas regionales
  - Württemberg Cup: 6

1965, 2008, 2011, 2012, 2013, 2014

## Jugadores

### Mayores presencias

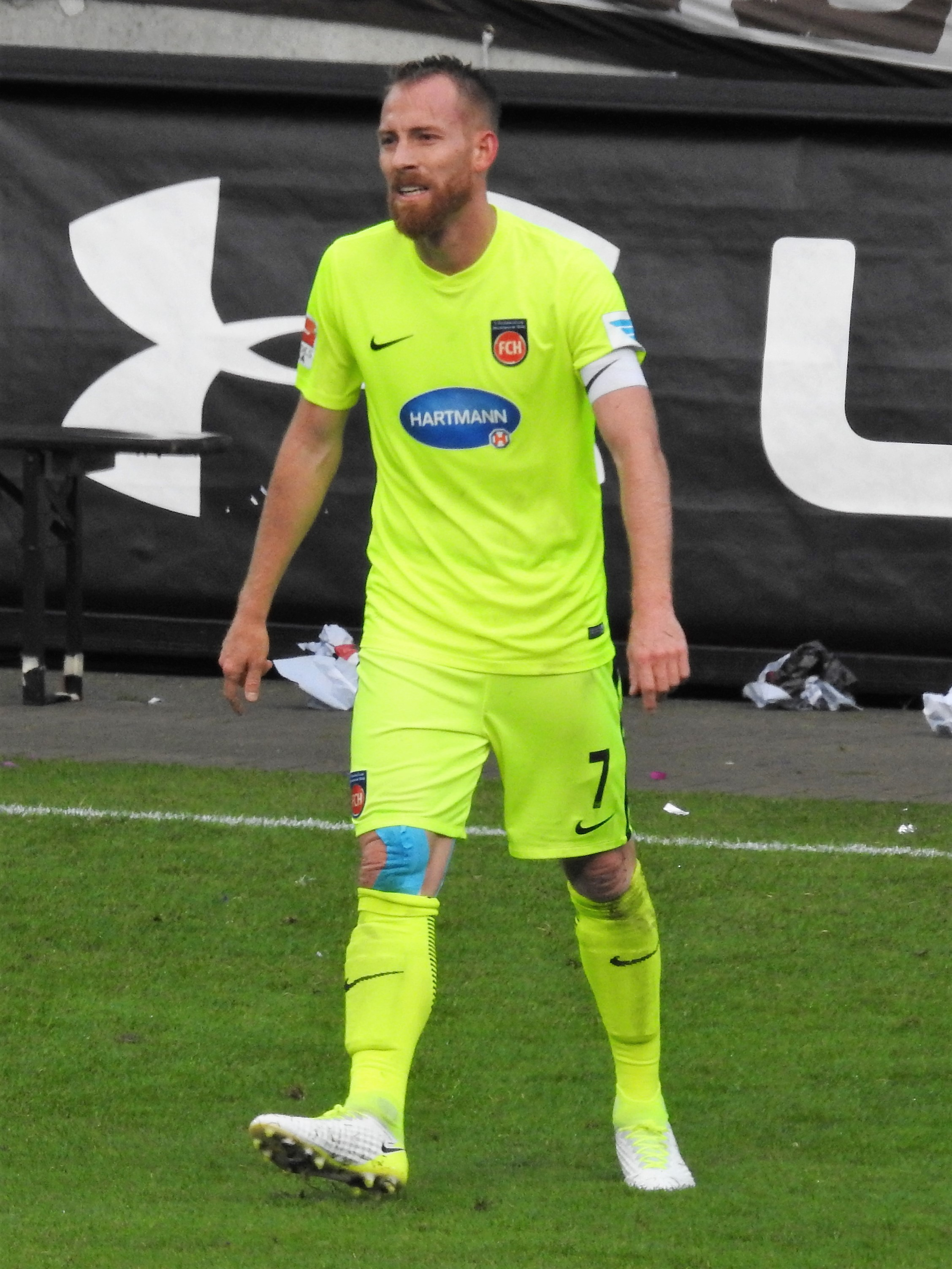
Marc Schnatterer con más presencias en el 1. FC Heidenheim 1846

| #  | Jugador              | País     | Partidos |
| -- | -------------------- | -------- | -------- |
| 1  | Marc Schnatterer     | Alemania | 456      |
| 2  | Tim Göhlert          | Alemania | 310      |
| 3  | Ingo Feistle         | Alemania | 295      |
| 4  | Alper Bagceci        | Alemania | 265      |
| 5  | Sebastian Griesbeck  | Alemania | 240      |
| 6  | Robert Strauß        | Alemania | 202      |
| 7  | Mathias Wittek       | Alemania | 191      |
| 8  | Erol Sabanov         | Alemania | 172      |
| 9  | Marcel Titsch-Rivero | Alemania | 172      |
| 10 | Norman Theuerkauf    | Alemania | 154      |

## Entrenadores
Entrenadores del club:
- Marcus Sorg (1 de julio de 2004 – 28 de noviembre de 2004)
- Dieter Märkle (1 de julio de 2006 – 17 de septiembre de 2007)
- Frank Schmidt (18 de septiembre de 2007 – )

## Temporadas recientes
| Temporada | Liga                       | Nivel | Posición |
| 1950/51   | nombre desconocido         | V     | 1°       |
| 1951/52   | 2. Amateurliga             | IV    | 3°       |
| 1952/53   | 2. Amateurliga             | IV    | 5°       |
| 1953/54   | 2. Amateurliga             | IV    | 4°       |
| 1954/55   | 2. Amateurliga             | IV    | 1°       |
| 1955/56   | 1. Amateurliga             | III   | 15°      |
| 1956/57   | 1. Amateurliga             | III   | 10°      |
| 1957/58   | 1. Amateurliga             | III   | 12°      |
| 1958/59   | 1. Amateurliga             | III   | 6°       |
| 1959/60   | 1. Amateurliga             | III   | 15°      |
| 1960/61   | 1. Amateurliga             | III   | 11°      |
| 1961/62   | 1. Amateurliga             | III   | 6°       |
| 1962/63   | 1. Amateurliga             | III   | 8°       |
| 1963/64   | 1. Amateurliga             | III   | 6°       |
| 1964/65   | 1. Amateurliga             | III   | 11°      |
| 1965/66   | 1. Amateurliga             | III   | 7°       |
| 1966/67   | 1. Amateurliga             | III   | 9°       |
| 1967/68   | 1. Amateurliga             | III   | 12°      |
| 1968/69   | 1. Amateurliga             | III   | 11°      |
| 1969/70   | 1. Amateurliga             | III   | 12°      |
| 1970/71   | 1. Amateurliga             | III   | 8°       |
| 1971/72   | 1. Amateurliga             | III   | 6°       |
| 1972/73   | 1. Amateurliga             | III   | 10°      |
| 1973/74   | 1. Amateurliga             | III   | 12°      |
| 1974/75   | 1. Amateurliga             | III   | 15°      |
| 1975-76   | 2. Amateurliga             | IV    | 1°       |
| 1976-77   | 1. Amateurliga             | III   | 2°       |
| 1977-78   | Verbandsliga/Amateurliga   | III   | 4°       |
| 1978-79   | 1. Amateur Oberliga        | III   | 18°      |
| 1979-80   | Verbandsliga Württemberg   | IV    | 8°       |
| 1980-81   | Verbandsliga Württemberg   | IV    | 8°       |
| 1981-82   | Verbandsliga Württemberg   | IV    | 14°      |
| 1982-83   | Verbandsliga Württemberg   | IV    | 18°      |
| 1983-84   | Landesliga Württemberg     | V     | 4°       |
| 1984-85   | Landesliga Württemberg     | V     | 4°       |
| 1985-86   | Landesliga Württemberg     | V     | 14°      |
| 1986-87   | Landesliga Württemberg     | V     | 3°       |
| 1987-88   | Landesliga Württemberg     | V     | 10°      |
| 1988-89   | Landesliga Württemberg     | V     | 7°       |
| 1989-90   | Landesliga Württemberg     | V     | 4°       |
| 1990-91   | Landesliga Württemberg     | V     | 1°       |
| 1991-92   | Verbandsliga Württemberg   | IV    | 17°      |
| 1992-93   | Landesliga Württemberg     | V     | 5°       |
| 1993-94   | Landesliga Württemberg     | V     | 7°       |
| 1994-95   | Landesliga Württemberg     | VI    | 11°      |
| 1995-96   | Landesliga Württemberg     | VI    | 3°       |
| 1996-97   | Landesliga Württemberg     | VI    | 7°       |
| 1997-98   | Landesliga Württemberg     | VI    | 1°       |
| 1998-99   | Verbandsliga Württemberg   | V     | 3°       |
| 1999-2000 | Verbandsliga Württemberg   | V     | 5°       |
| 2000-01   | Verbandsliga Württemberg   | V     | 10º      |
| 2001-02   | Verbandsliga Württemberg   | V     | 8º       |
| 2002-03   | Verbandsliga Württemberg   | V     | 2º       |
| 2003-04   | Verbandsliga Württemberg   | V     | 2º       |
| 2004-05   | Oberliga Baden-Württemberg | IV    | 5º       |
| 2005-06   | Oberliga Baden-Württemberg | IV    | 2º       |
| 2006-07   | Oberliga Baden-Württemberg | IV    | 3º       |
| 2007-08   | Oberliga Baden-Württemberg | IV    | 4º       |
| 2008-09   | Regionalliga Süd           | IV    | 1º       |
| 2009-10   | 3. Liga                    | III   | 6º       |
| 2010-11   | 3. Liga                    | III   | 9º       |
| 2011-12   | 3. Liga                    | III   | 4º       |
| 2012-13   | 3. Liga                    | III   | 5º       |
| 2013-14   | 3. Liga                    | III   | 1º       |
| 2014-15   | 2. Bundesliga              | II    | 8º       |
| 2015-16   | 2. Bundesliga              | II    | 11º      |
| 2016-17   | 2. Bundesliga              | II    | 6º       |
| 2017-18   | 2. Bundesliga              | II    | 13º      |
| 2018-19   | 2. Bundesliga              | II    | 5º       |
| 2019-20   | 2. Bundesliga              | II    | 3º       |
| 2020-21   | 2. Bundesliga              | II    | 8º       |
| 2021-22   | 2. Bundesliga              | II    | 6º       |
| 2022-23   | 2. Bundesliga              | II    | 1º       |
| 2023-24   | 1. Bundesliga              | I     | 8°       |
| 2024-25   | 1. Bundesliga              | I     | 16°      |

- Fuente:[4][5]

## Participación en competiciones europeas
| Competicion UEFA | Competicion UEFA       | Competicion UEFA | Competicion UEFA       | Competicion UEFA | Competicion UEFA | Competicion UEFA |
| Temporada        | Competición            | Ronda            | Club                   | Local            | Visita           | Global           |
| ---------------- | ---------------------- | ---------------- | ---------------------- | ---------------- | ---------------- | ---------------- |
| 2024/25          | UEFA Conference League | Play-off         | BK Häcken              | 3-2              | 2-1              | 5-3              |
| 2024/25          | UEFA Conference League | Fase Liga        | Olimpija Ljubljana     | 2-1              |                  | 2-1              |
| 2024/25          | UEFA Conference League | Fase Liga        | Paphos FC              |                  | 1-0              | 1-0              |
| 2024/25          | UEFA Conference League | Fase Liga        | Heart of Midlothian FC |                  | 2-0              | 2-0              |
| 2024/25          | UEFA Conference League | Fase Liga        | Chelsea FC             | 0-2              |                  | 0-2              |
| 2024/25          | UEFA Conference League | Fase Liga        | Istanbul Başakşehir    |                  | 1-3              | 1-3              |
| 2024/25          | UEFA Conference League | Fase Liga        | FC St. Gallen          | 1-1              |                  | 1-1              |
| 2024/25          | UEFA Conference League | 1/32             | FC Copenhague          | 1-3              | 2-1              | 3-4              |